# ادگارس کرومینش
ادگارس کرومینش (لتونیایی: Edgars Krūmiņš؛ زادهٔ ۱۶ اکتبر ۱۹۸۵) بازیکن بسکتبال اهل لتونی است.
وی در مسابقات کشوری و بین‌المللی در مجموع برندهٔ ۲ مدال طلا، ۲ مدال نقره شده‌است.